# Minneapoliský institut umění

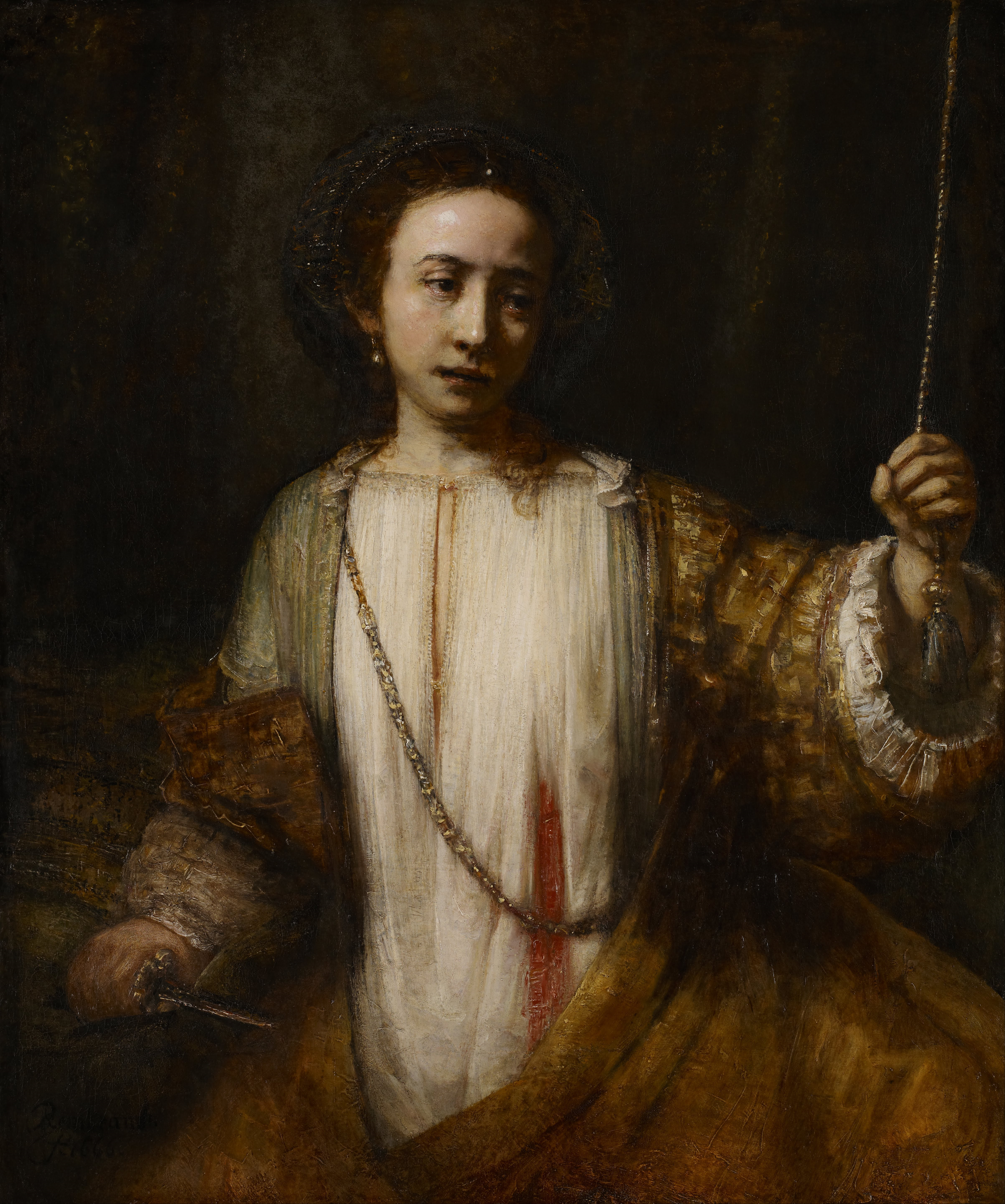
Rembrandtova Lucretia v Mia, Minneapolis

Minneapoliský institut umění (anglicky Minneapolis Institute of Art, Mia) je muzeum výtvarného umění v městské části Minneapolisu Whittier, ve státu Minnesota, na akademické půdě, která pokrývá téměř 32 000 m², dříve Morrison Park. Jako státem financované veřejné muzeum neúčtuje vstupní poplatek, s výjimkou speciálních výstav a umožňuje fotografování stálých sbírek pouze pro osobní či vědecké účely. Muzeum získává podporu z Muzejního fondu, vybíraných komisaři hrabství Hennepin. Další finanční prostředky poskytují firemní sponzoři a členové muzea. Je to jedno z největších muzeí umění ve Spojených státech.

## Historie
Minneapoliská společnost výtvarných umění byla založena v roce 1883, aby přinesla umění do života komunity. Tato skupina složená z obchodních a profesionálních osobností, organizovala výstavy uměleckých předmětů během celé dekády. V roce 1889 společnost, nyní známá jako Minneapolis Institute of Art, se přestěhovala do svého prvního stálého prostoru, uvnitř nově postavené Minneapoliské veřejné knihovny.
Institut obdržel dary od Clintona Morrisona a Williama Hooda Dunwoodyho, mimo jiné na svůj stavební fond. V roce 1911 daroval Morrison pozemek, na kterém byla dříve rodinná Villa Rosa, na památku svého otce, Doriluse Morrisona.
Nové muzeum, navržené firmou McKim, Mead a White, bylo otevřeno v roce 1915. Budova byla uznána jako jeden z nejlepších příkladů architektonického stylu Beaux-Arts v Minnesotě. Historik umění Bevis Hillier uspořádal v muzeu výstavu Art Deco, která proběhla od července do září 1971, a která vyvolala opětovný zájem o tento umělecký styl. Objekt byl původně zamýšlen jako první z několika úseků, ale v tomto stylu byla postavena pouze přední část. Několik doplňků bylo následně postaveno podle jiných plánů, včetně toho z roku 1974, kterou doplnil Kenzó Tange. Rozšíření navržené Michaelem Gravesem bylo dokončeno v červnu 2006. Před posledním rozšířením bylo součástí stálé výstavy pouze 4 procenta z celkových téměř 100 000 objektů muzea; nyní(2019) je toto číslo 5 procent. Společnost Target Corporation, po které je pojmenováno nové křídlo, byl největším dárcem, jehož hlavní dar byl více než 10 miliónů dolarů.
V roce 2015 se ústav přestavěl a upustil ze svého názvu poslední „s“, stal se z něj Minneapolis Institute of Art a propagoval používání zkratky Mia místo akronymu MIA.
Kaywin Feldman se stala ředitelkou a prezidentkou Institutu v roce 2008. Během jejího funkčního období se návštěvnost zdvojnásobila, propagoval se digitální přístup a byly přijaty programy sociální spravedlnosti. V prosinci 2018 byla jmenována další ředitelkou národní galerie umění ve Washingtonu, do této funkce nastoupila v březnu 2019.

## Sbírky
Muzeum představuje encyklopedickou sbírku přibližně 80 000 objektů v rozmezí přes 5000   let. Jeho sbírka zahrnuje obrazy, fotografie, tisky a kresby, textil, architekturu a dekorativní umění. Jsou tam sbírky afrického umění, umění z Oceánie a Ameriky a obzvláště silná je sbírka asijského umění, nazývaná jako “jedna z nejlepších a nejkomplexnějších asijských uměleckých sbírek v zemi”. Asijská sbírka zahrnuje čínskou architekturu, čínský nefrit, bronzové sošky a keramiku.
Institut vlastní dům Purcell-Cutts House, stojící východně od Lake of the Isles. Dům byl navržen společností Purcell & Elmslie a je mistrovským dílem architektury školy prérijní architektury. Muzeum ho daroval Anson B. Cutts junior, syn druhého majitele. Dům je k dispozici pro výlety druhý víkend každého měsíce.

## Služby
Za účelem povzbuzení soukromé sbírky a pomoci při získávání důležitých uměleckých děl vytvořilo muzeum „spřízněné skupiny“, které jsou v souladu se sedmi kurátorskými oblastmi muzea. Skupiny plánují přednášky, sympozia a cestování pro členy. V muzeu je k vidění řada pravidelných výstav, které představují putovní sbírky z jiných muzeí. Mnohé z těchto výstav financují místní obchodní partneři. Muzeum hostí Minnesota Artists Exhibition Program, umělecký program věnovaný vystavováním děl umělců, kteří žijí v Minnesotě. Knihovna muzea obsahuje více než 60 000 svazků o historii umění a umění. Knihovna je přístupná veřejnosti.

## Umělecká díla

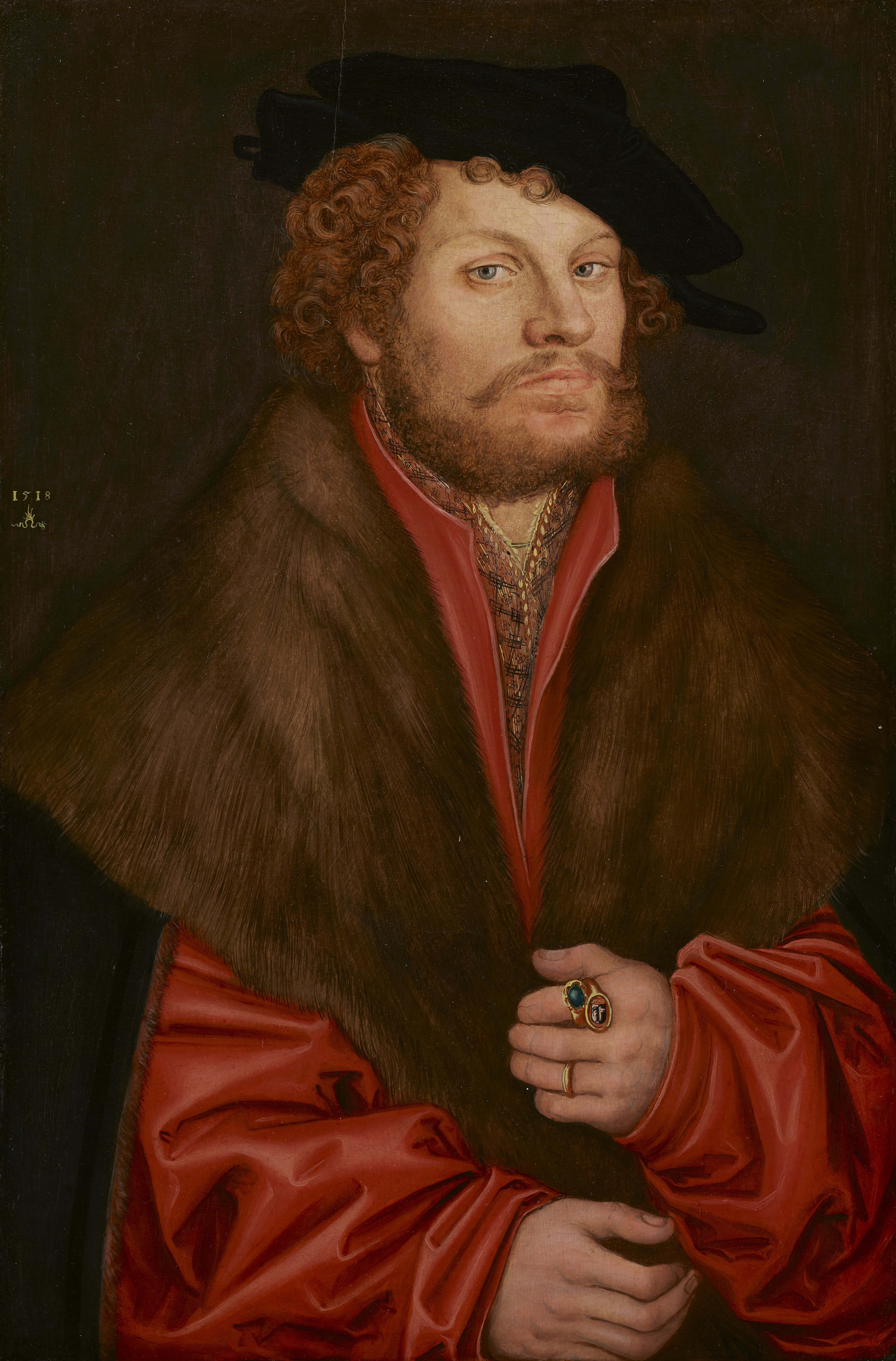
Lucas Cranach starší, Portrét Moritze Buchnera, 1518
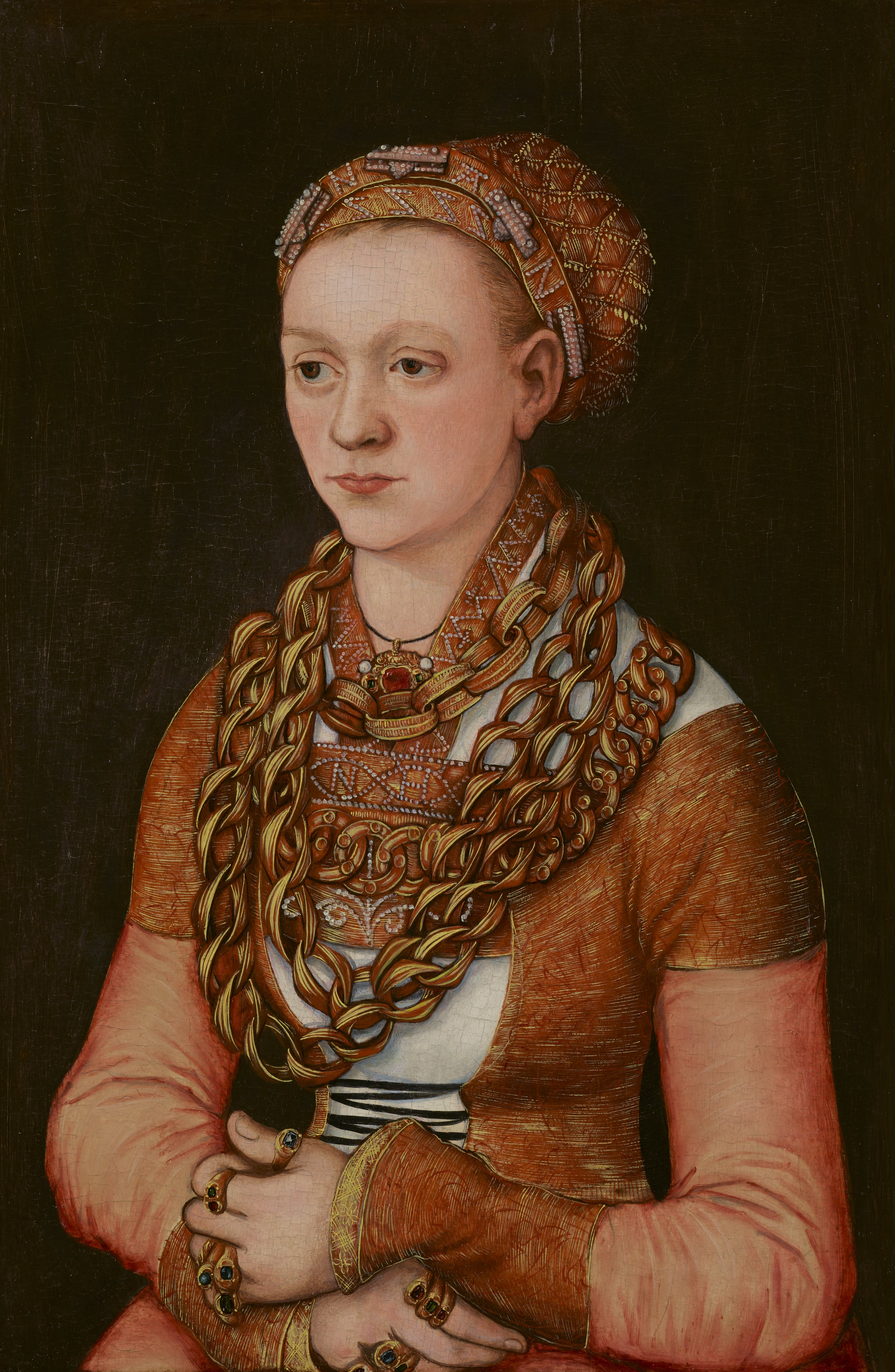
Lucas Cranach starší, Anna Buchner, asi 1520
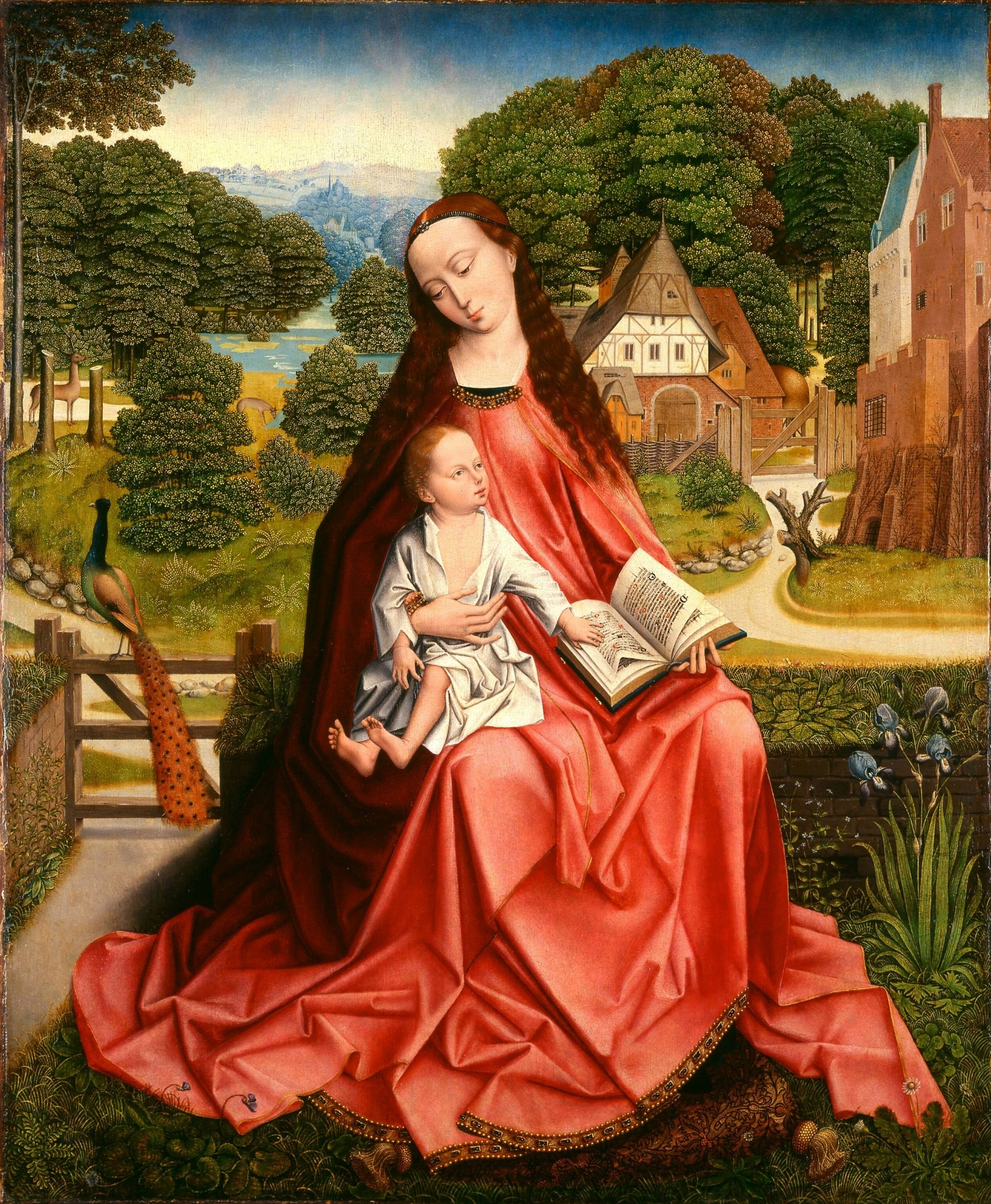
Master of the Embroidered Foliage, Madona a dítě v krajině, 1492–1498
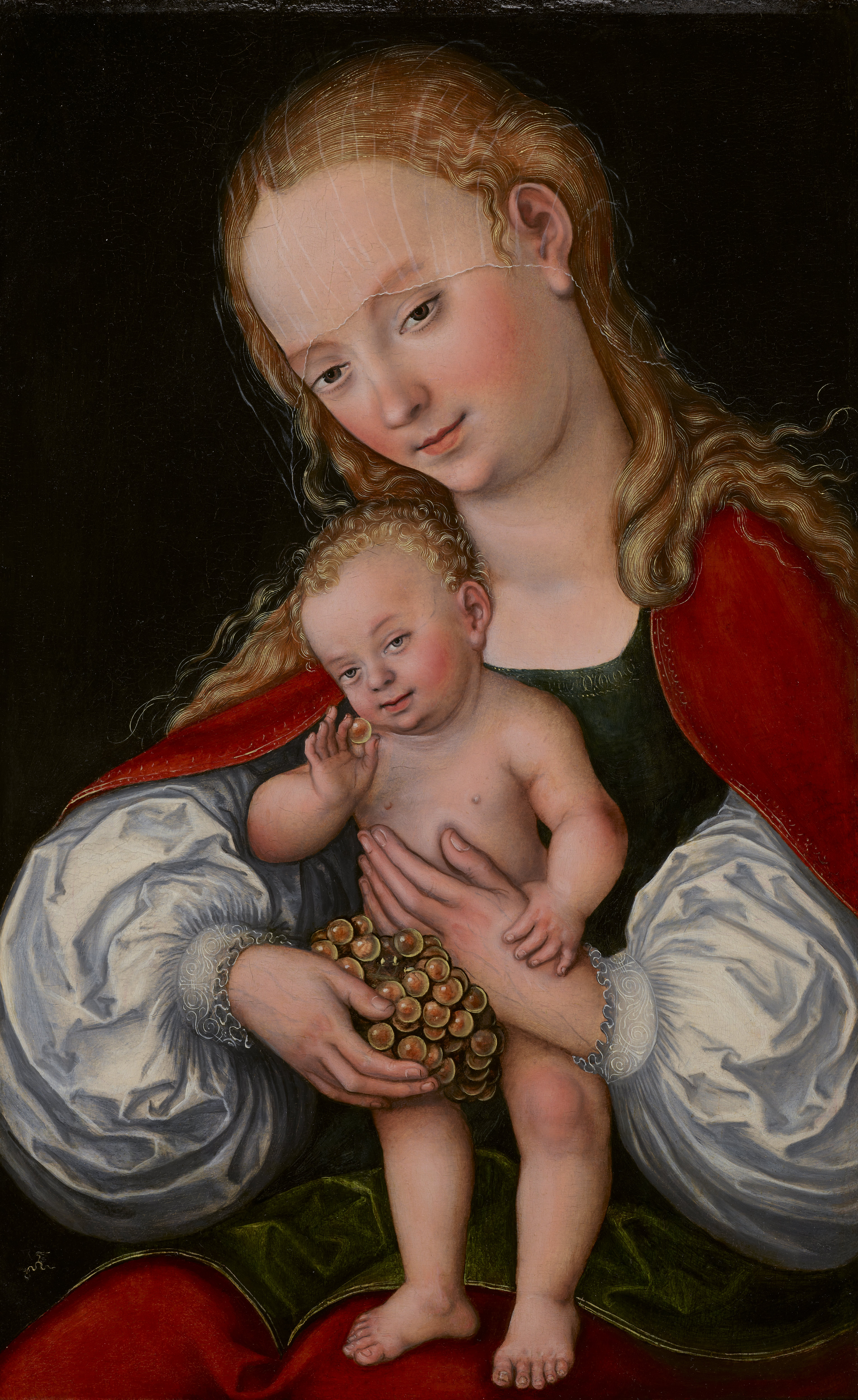
Lucas Cranach starší, Madona a dítě s vínem, asi 1537
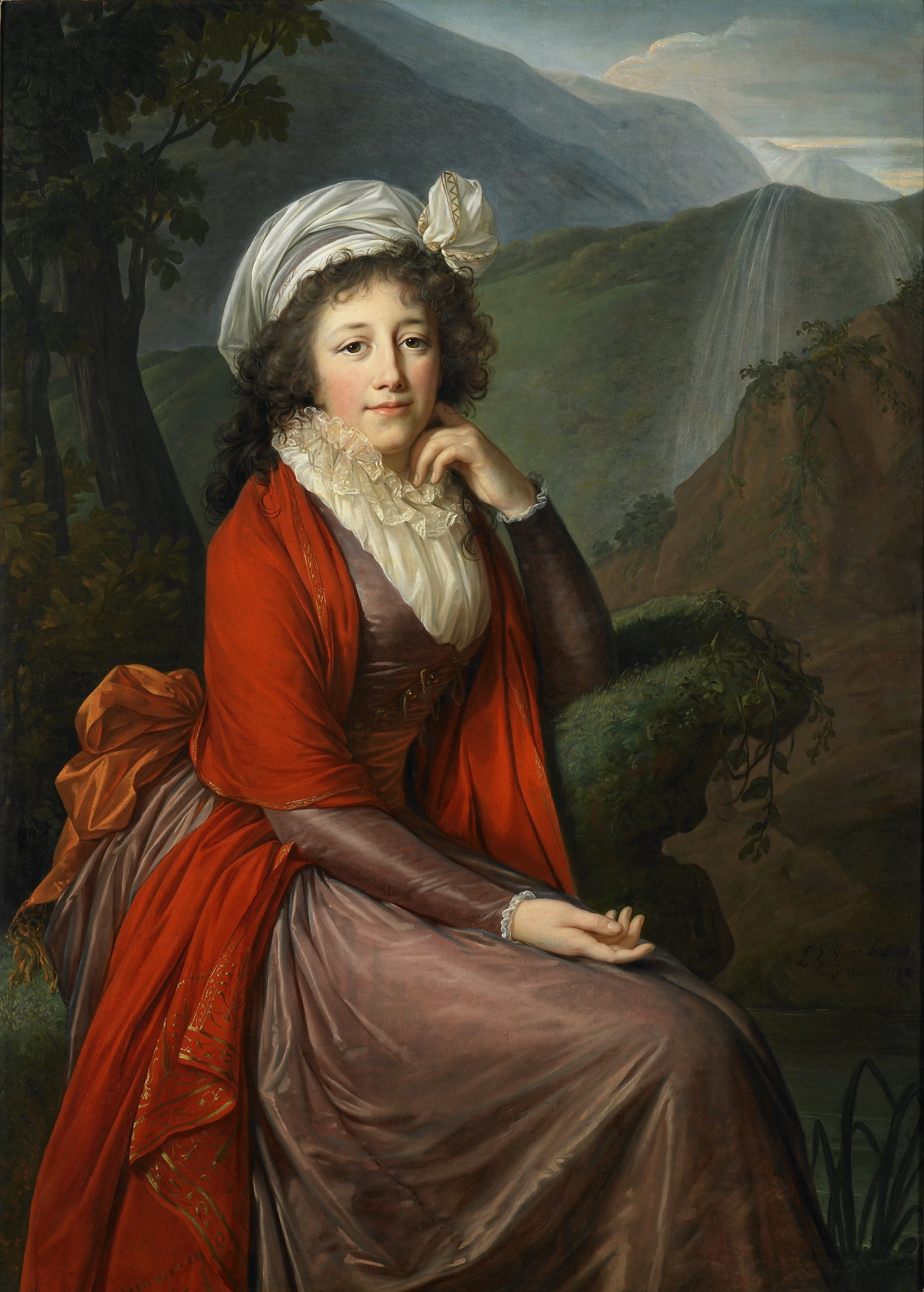
Marie Louise Elisabeth, Vigée-Le Brun, Portrait de la comtesse Maria Theresia Bucquoi
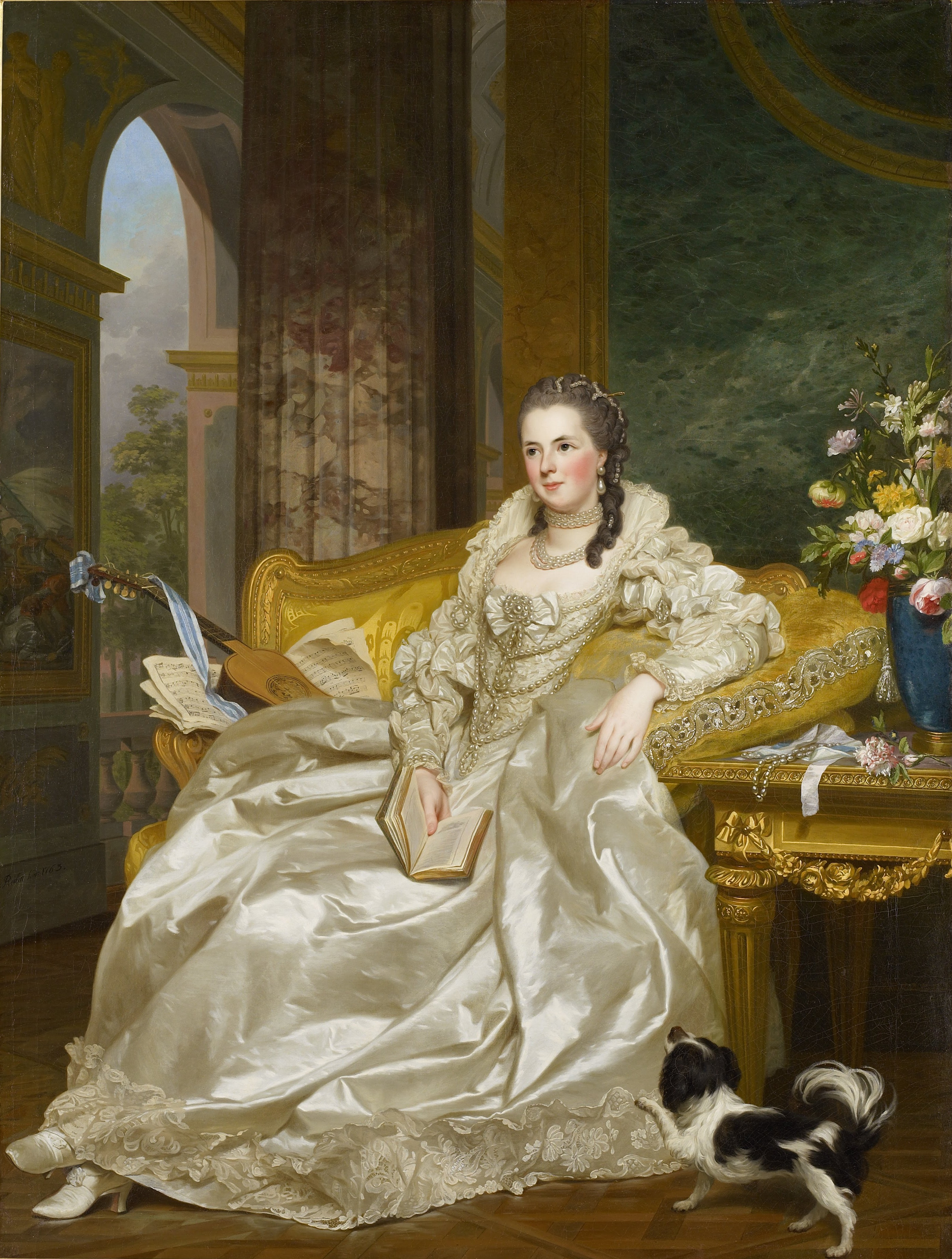
Alexander Roslin, The Comtesse d'Egmont Pignatelli in Spanish Costume, 1763
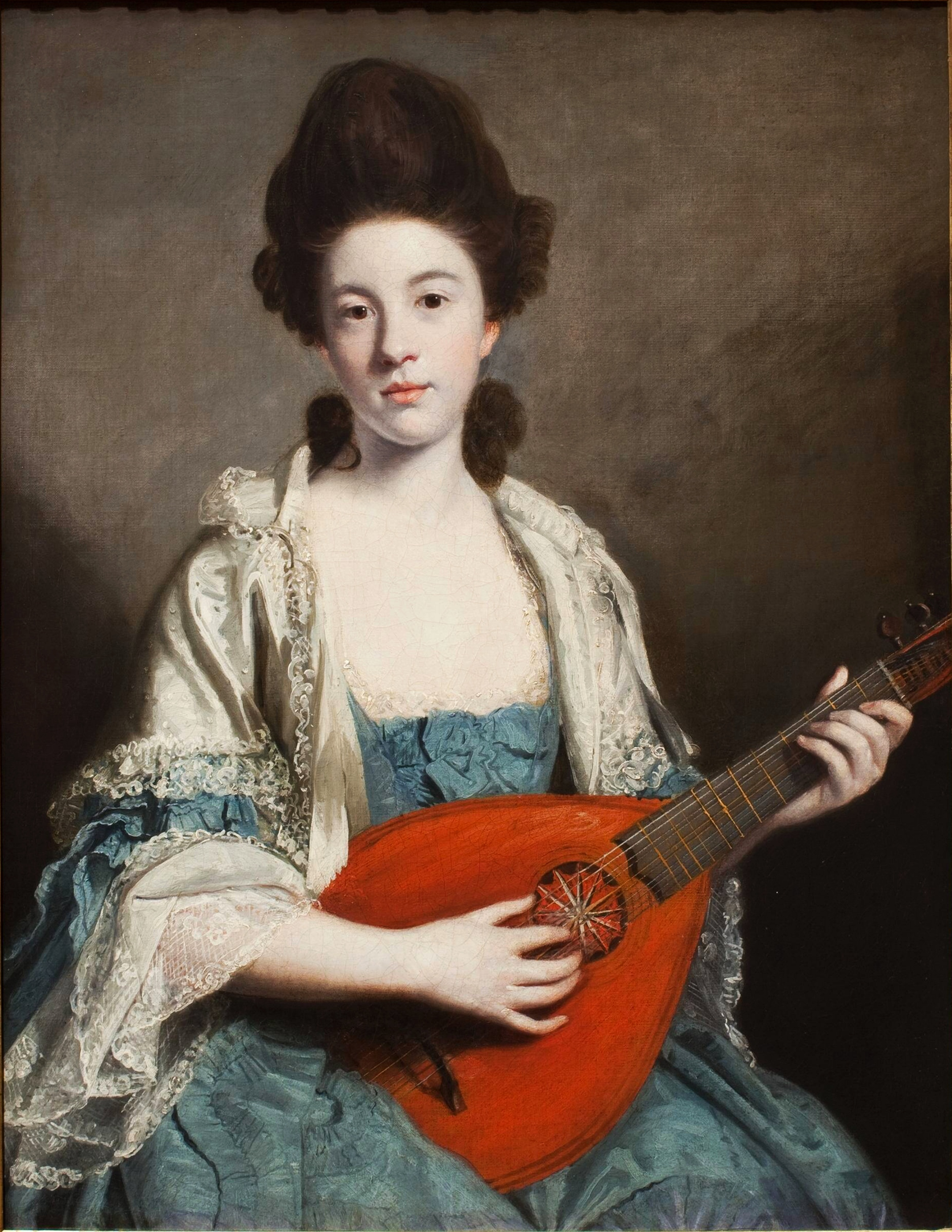
Joshua Reynolds, Mrs. Froude, née Phyllis Hurrell playing an English guitar
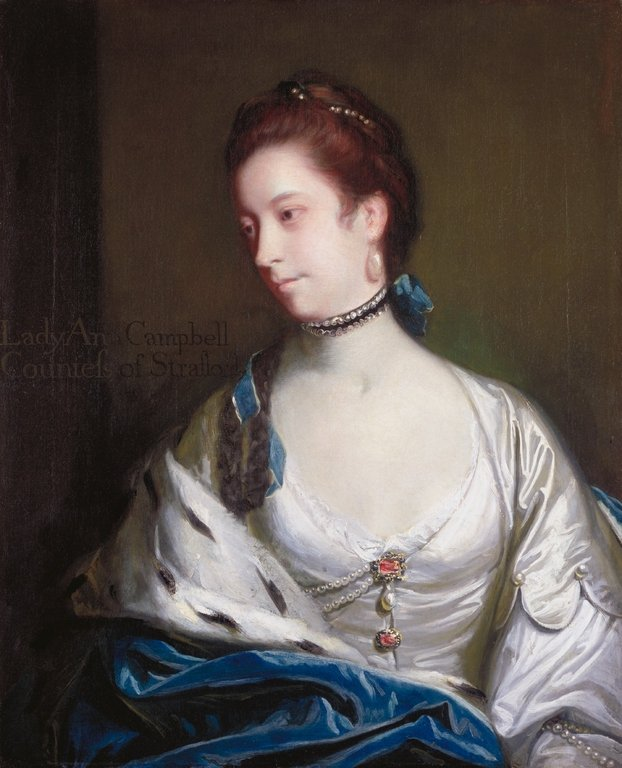
Joshua Reynolds, The Countess of Strafford, 1745
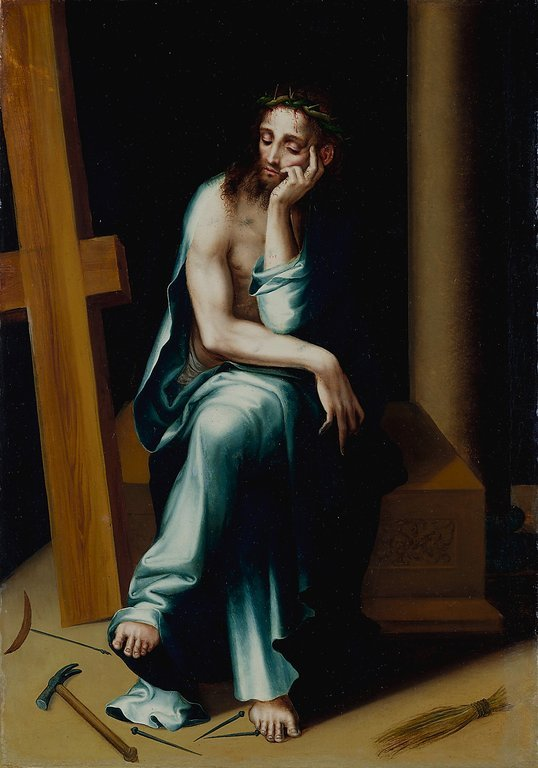
Luis de Morales, Man of Sorrows, asi 1560
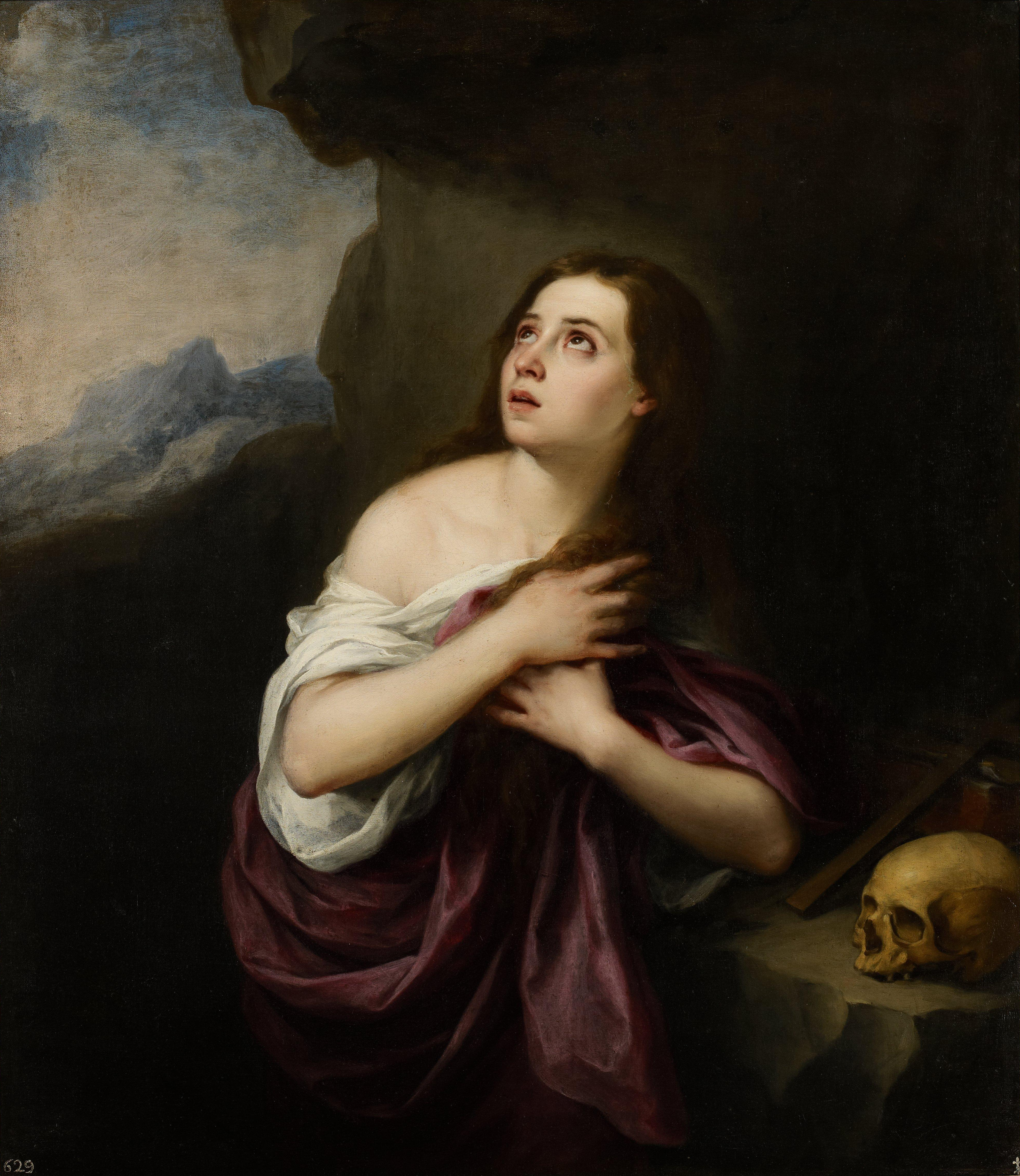
Bartolomè Esteban Murillo, Penitent Magdalene, asi 1665
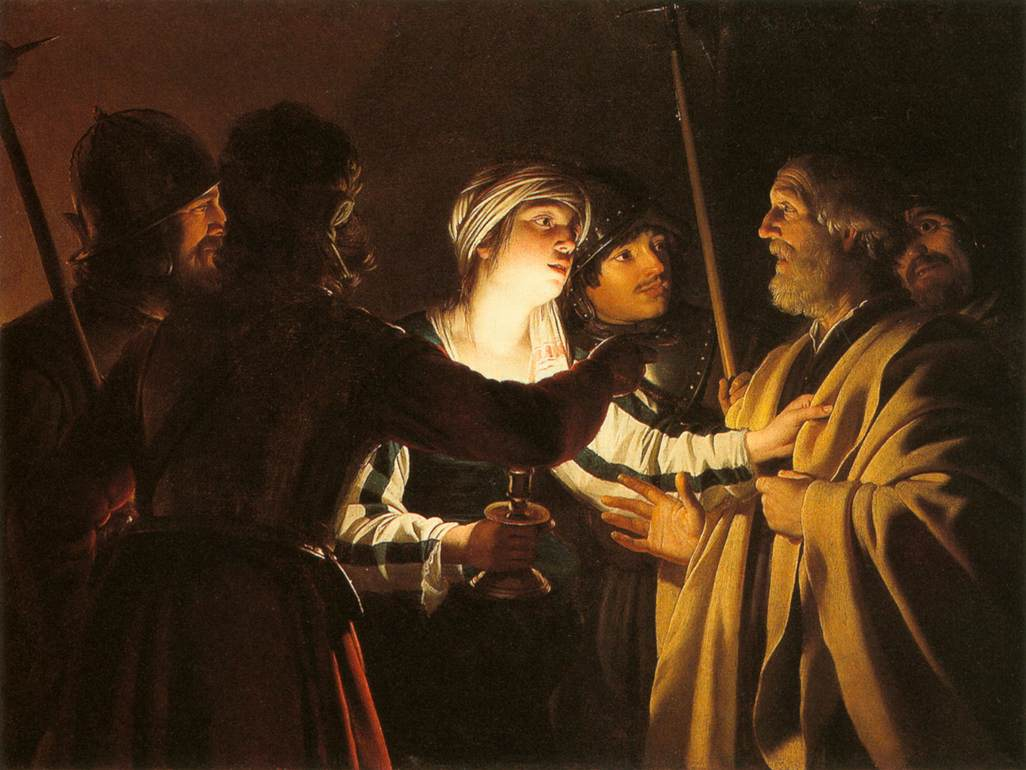
Gerard van Honthorst, The Denial of St Peter, 1622
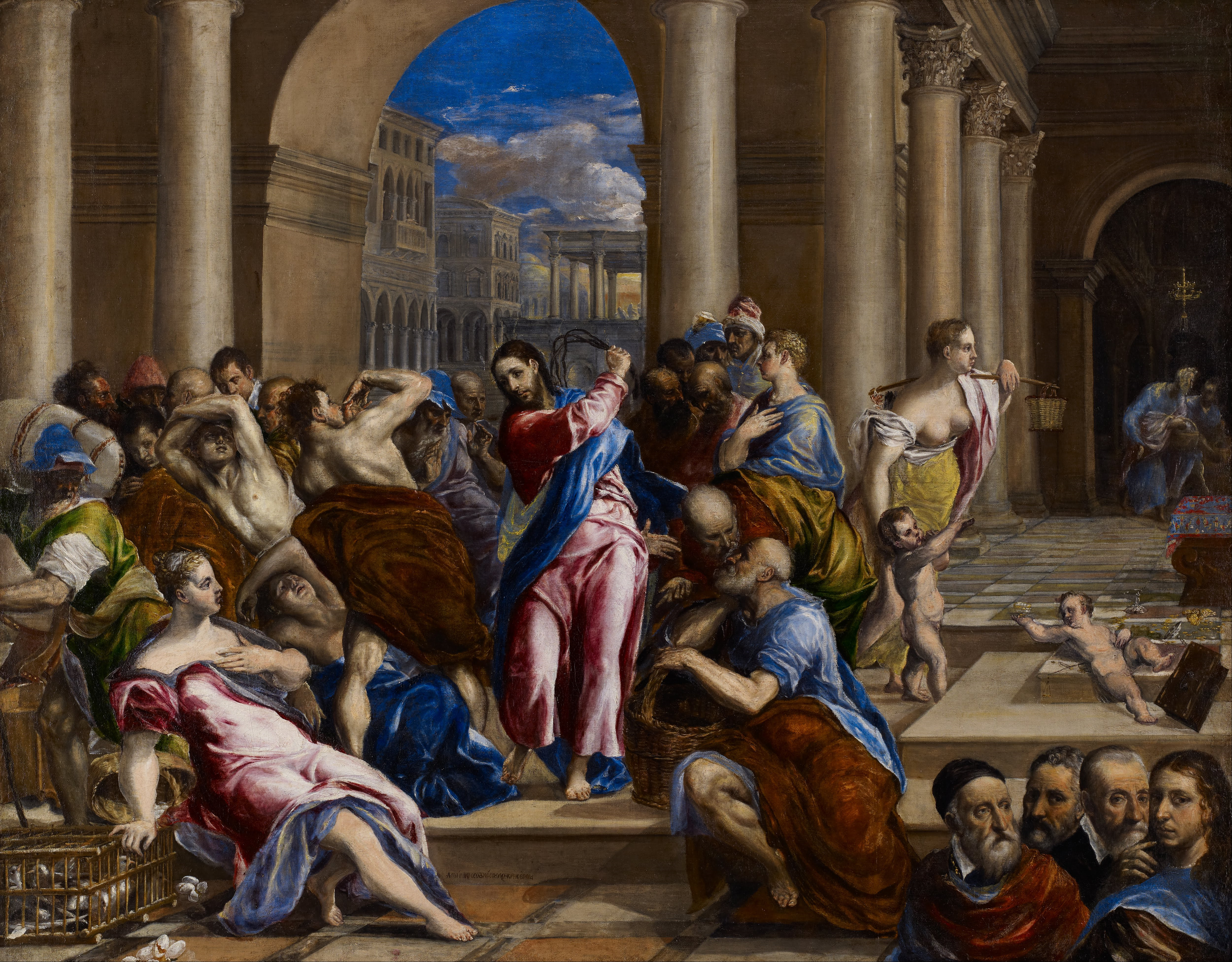
El Greco, Cleansing of the Temple, 1571
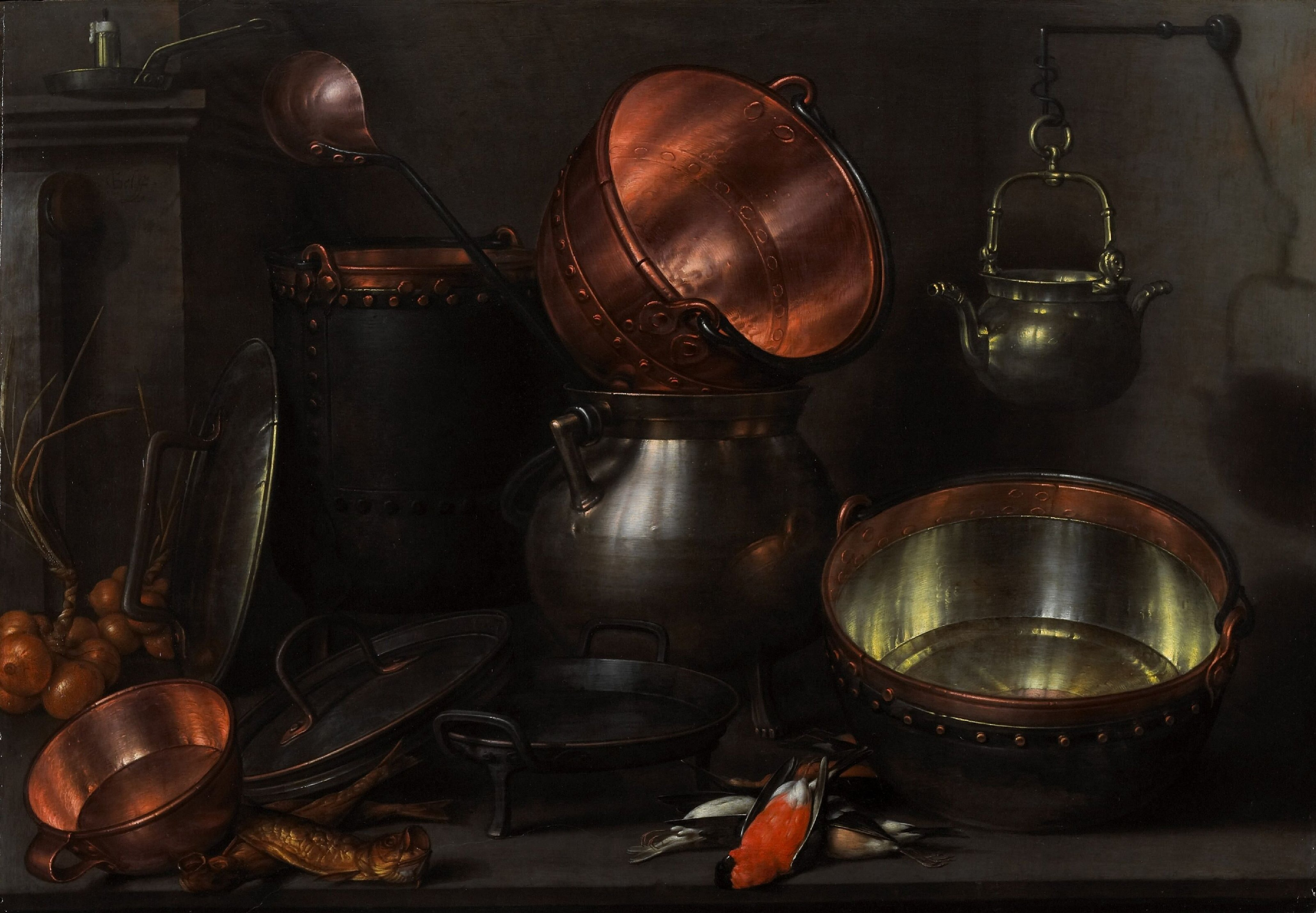
Jacob Willemsz Delff, Allegory of the Four Elements, asi 1600
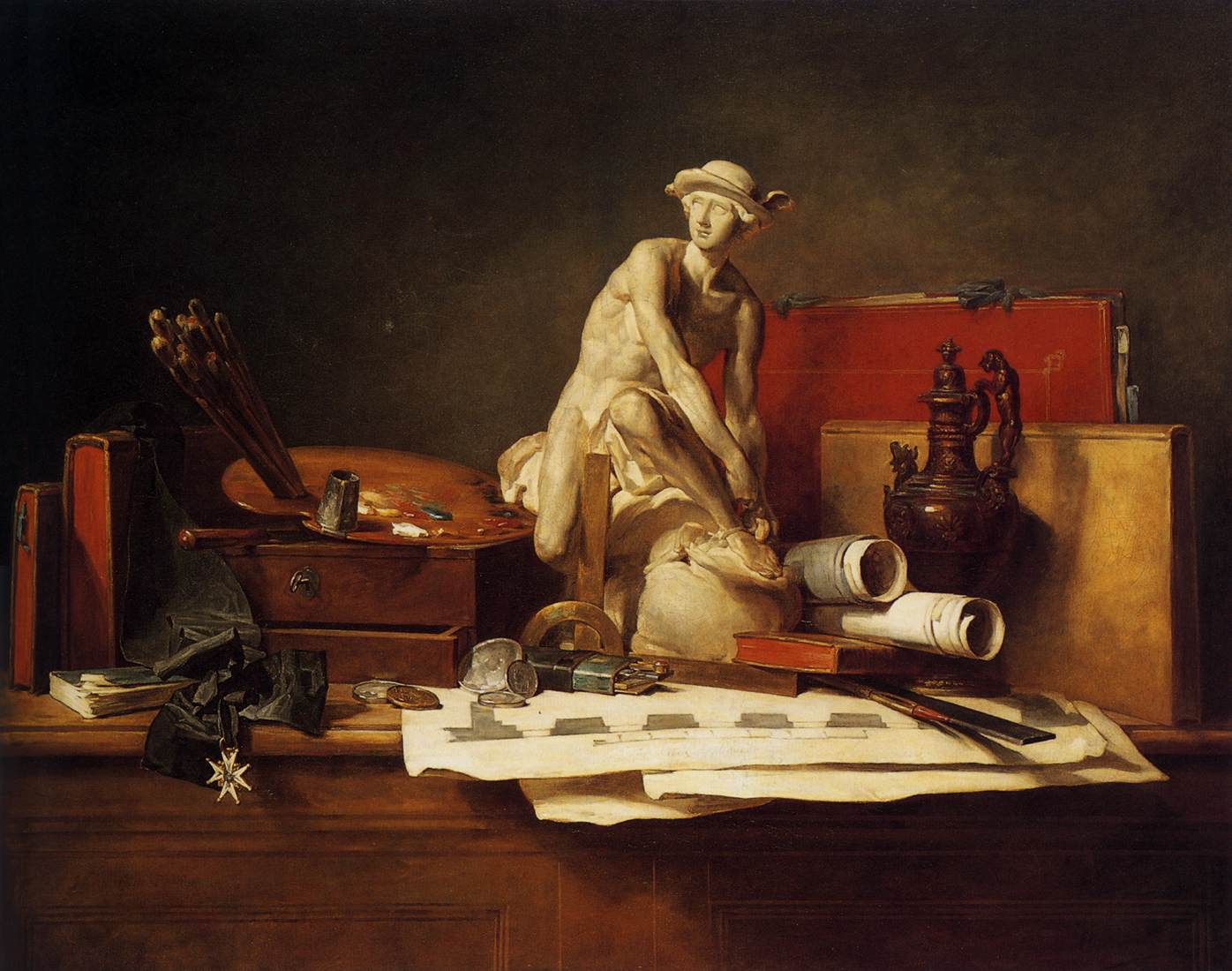
Jean Siméon Chardin, The Attributes of Art, 1766
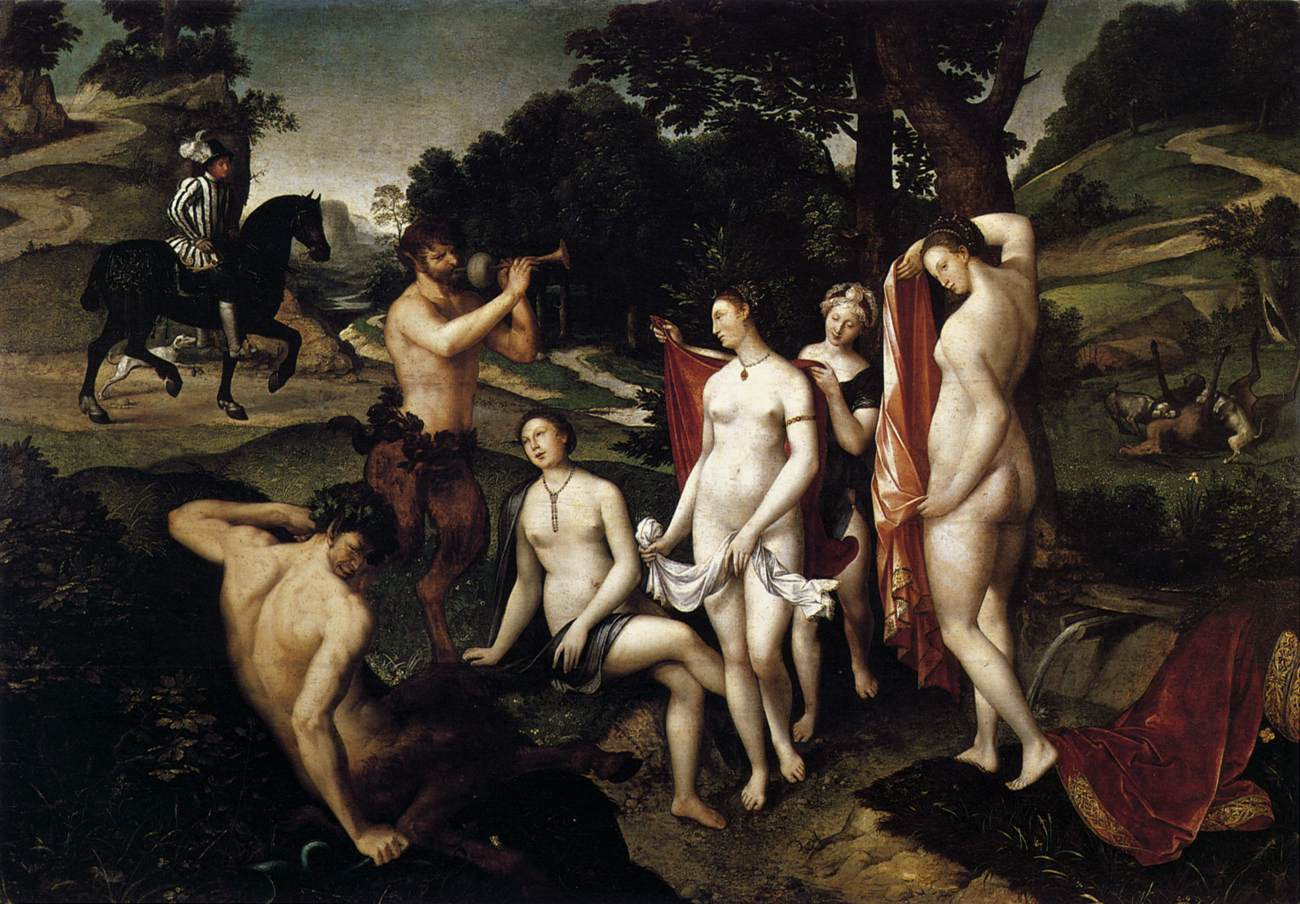
François Clouet, The Bath of Diana, 1550–1560
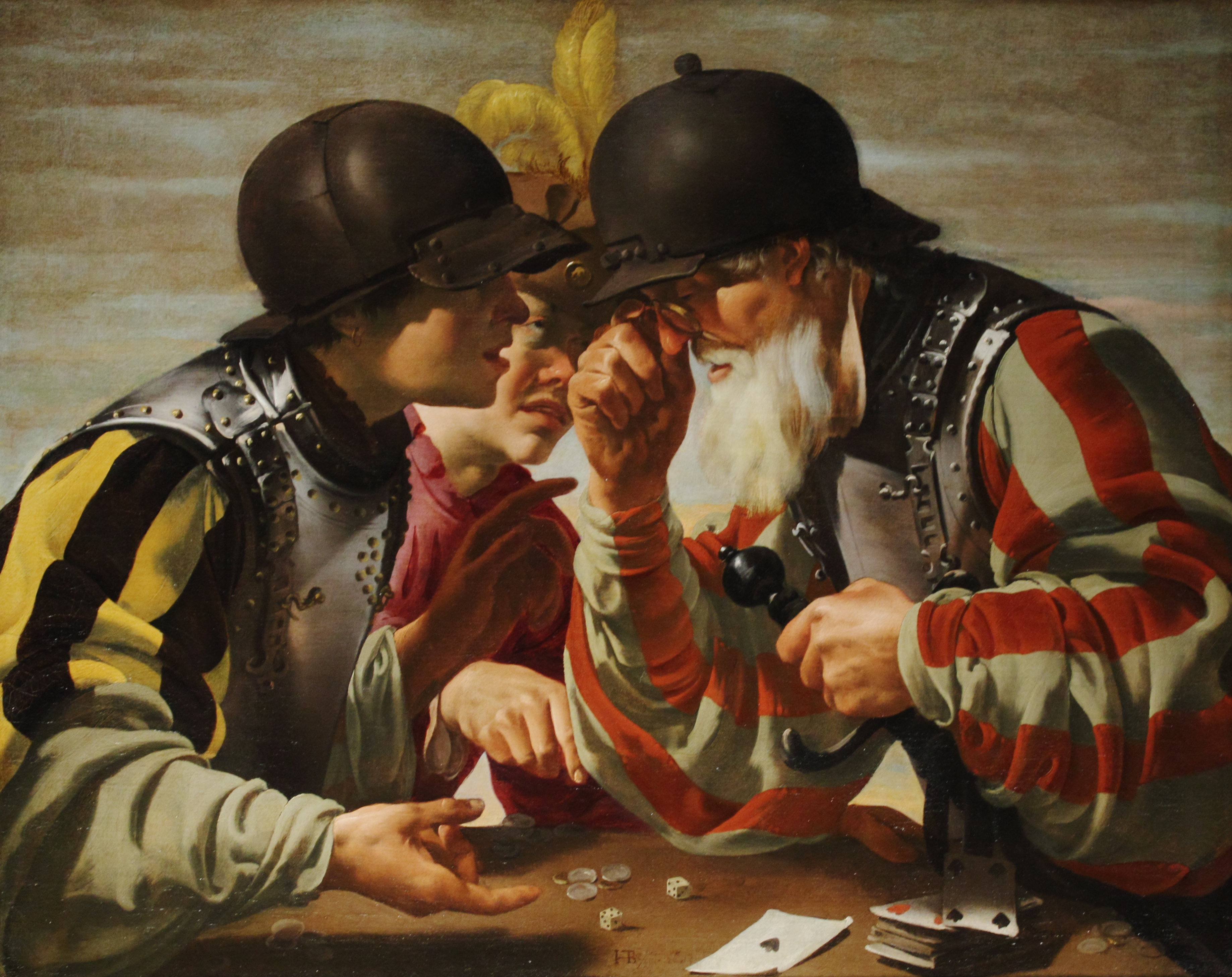
Hendrick ter Brugghen, Card players, 1623
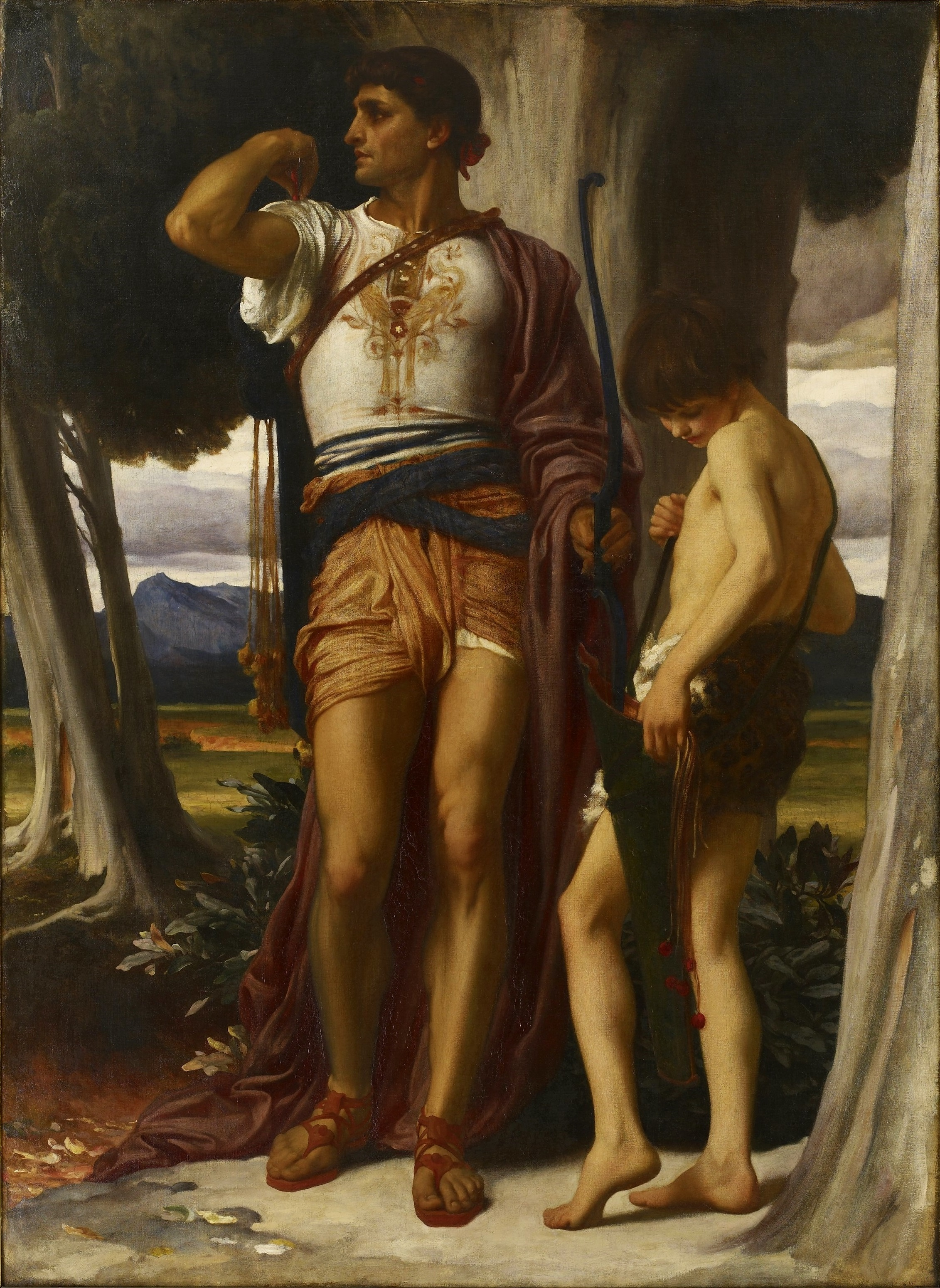
Frederic Leighton, Jonathan Token to David, asi 1868
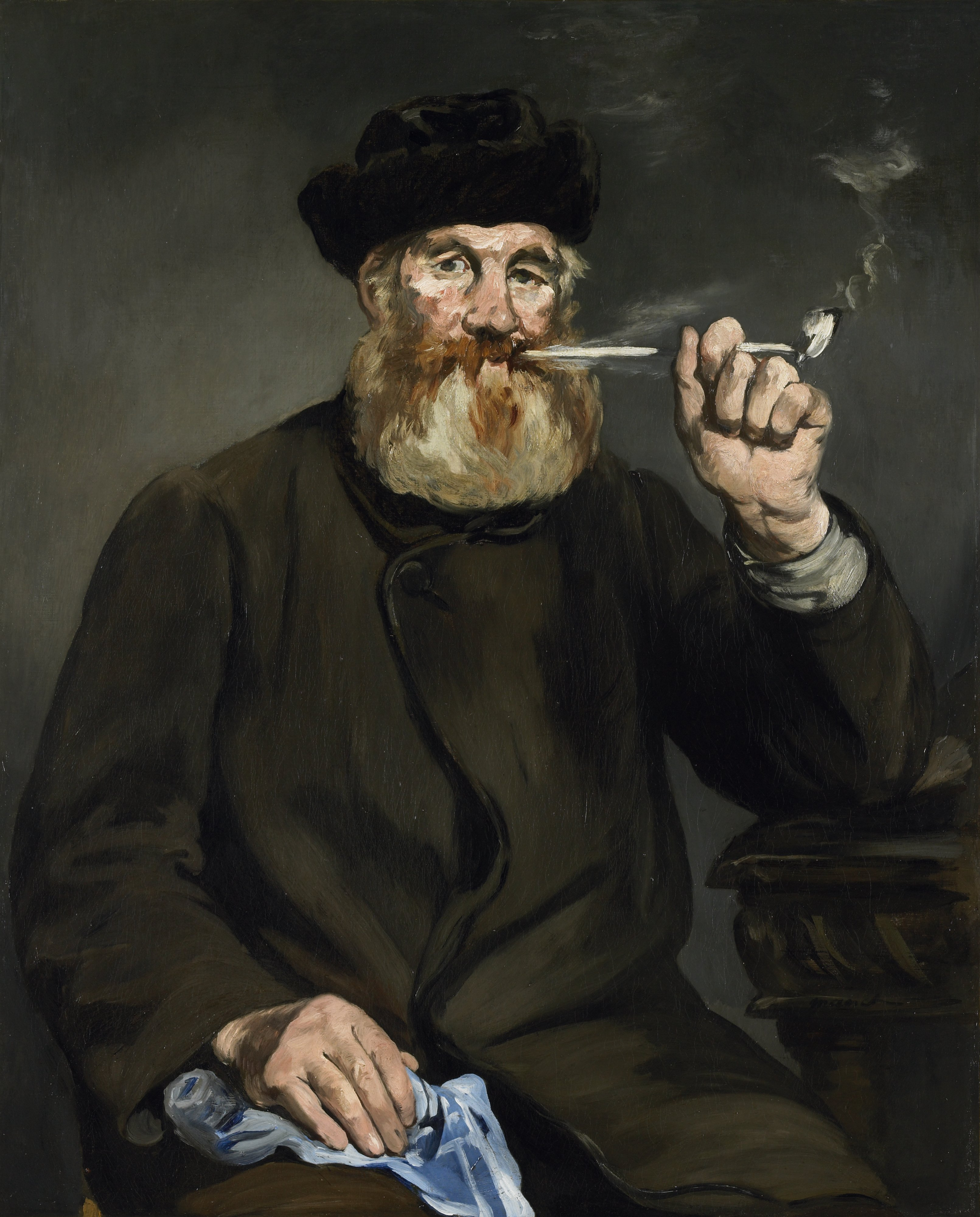
Édouard Manet, Kuřák, 1866
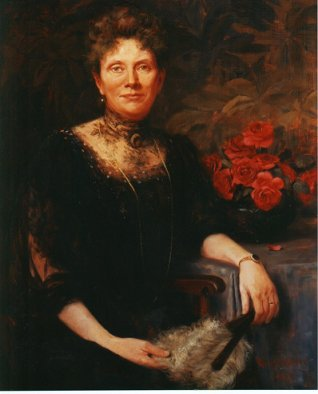
Robert Koehler, Portrait of Alvina Roosen, 1900
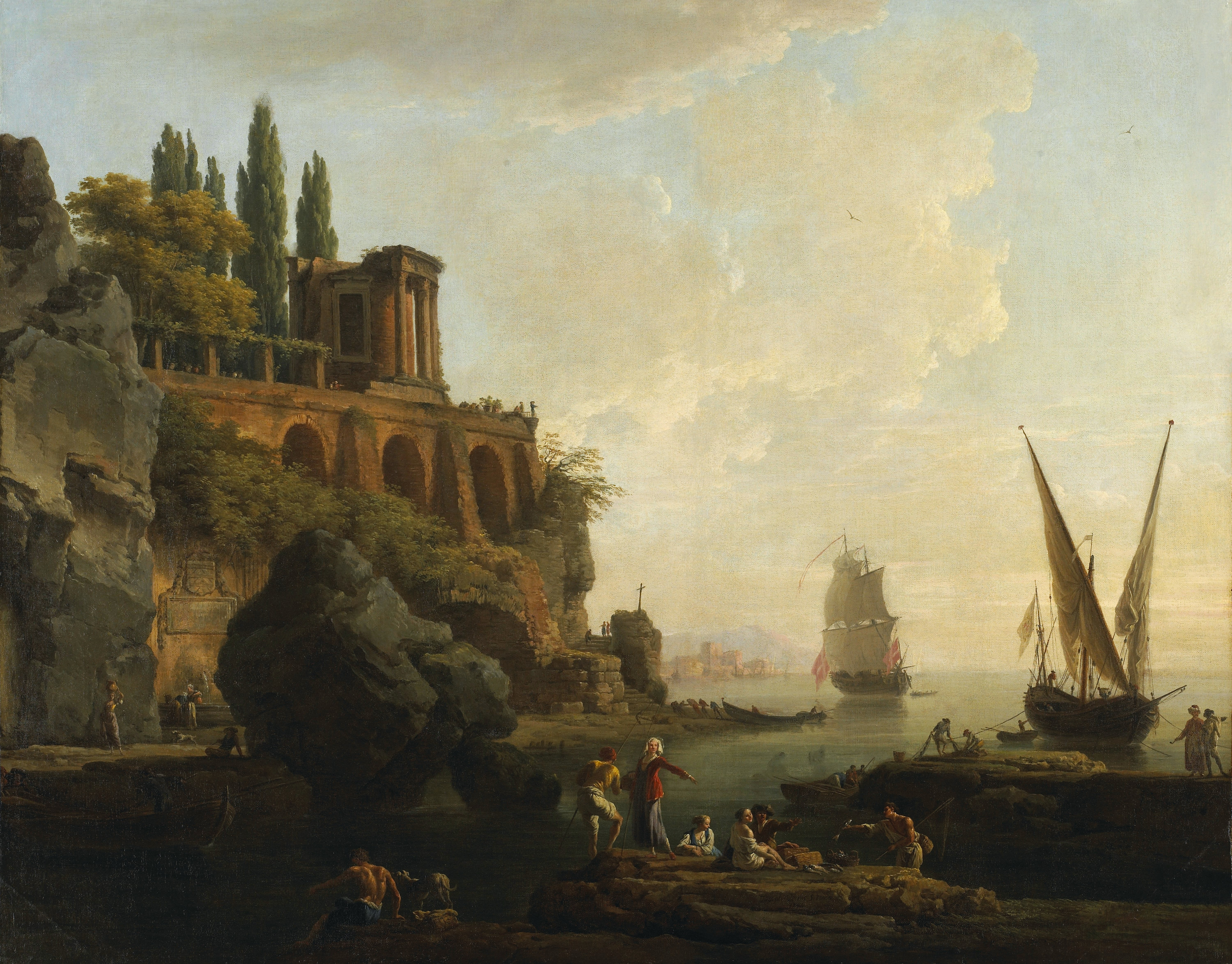
Claude Joseph Vernet Imaginary Landscape, italská přístavní scéna, 1746
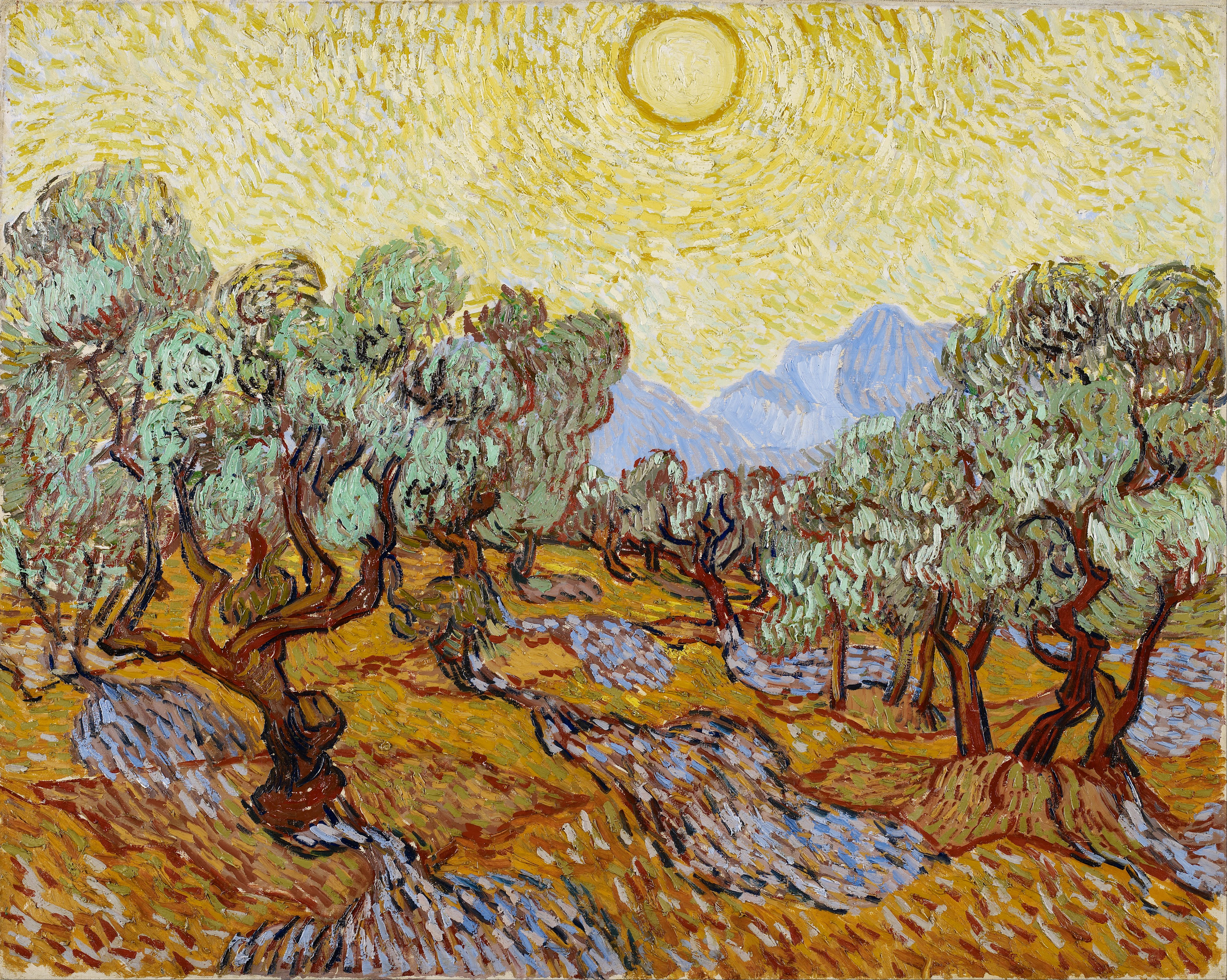
Vincent van Gogh, Olive Trees Saint-Rémy, listopad 1889
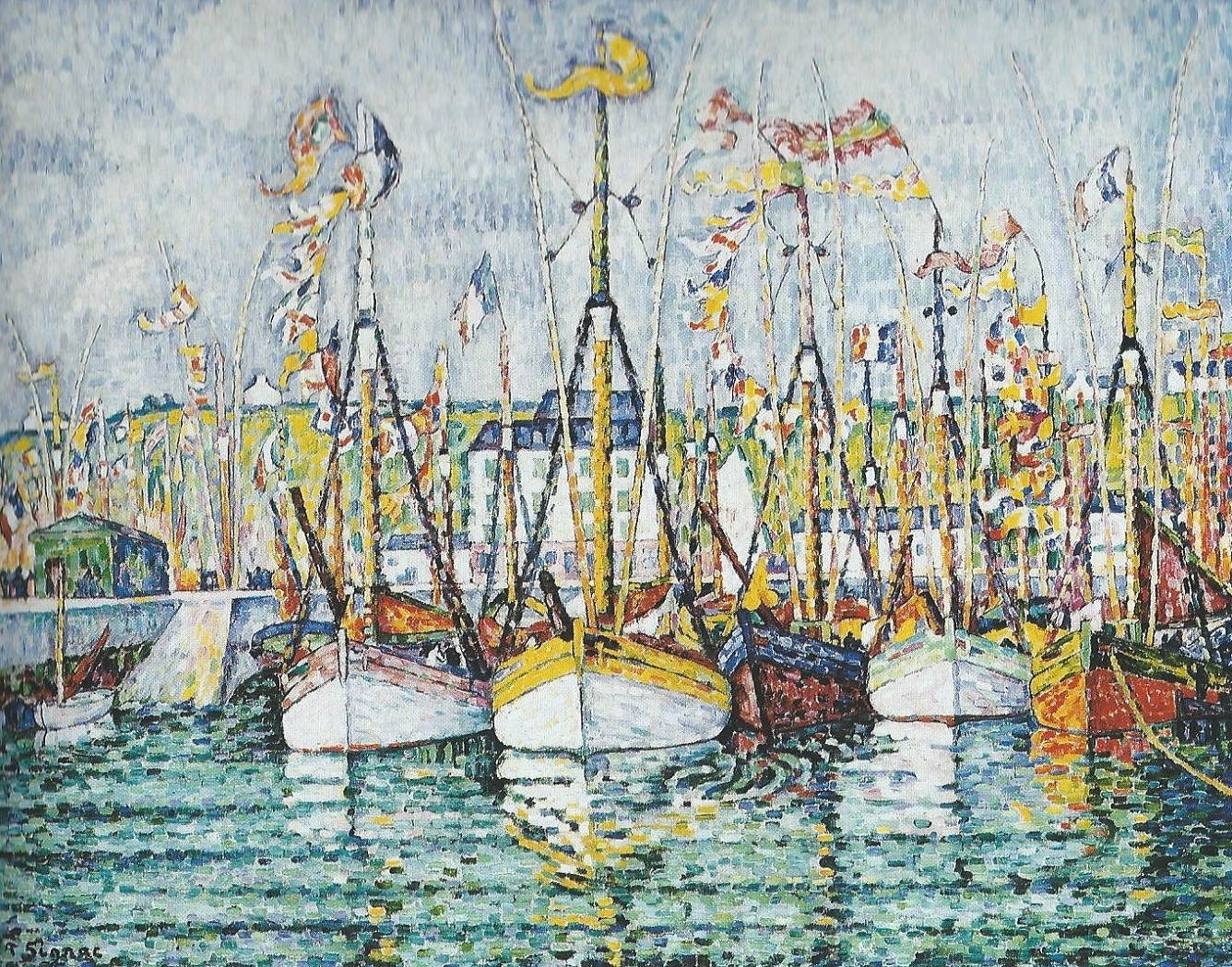
Paul Signac, Bénédiction des thoniers à Groix, 1923
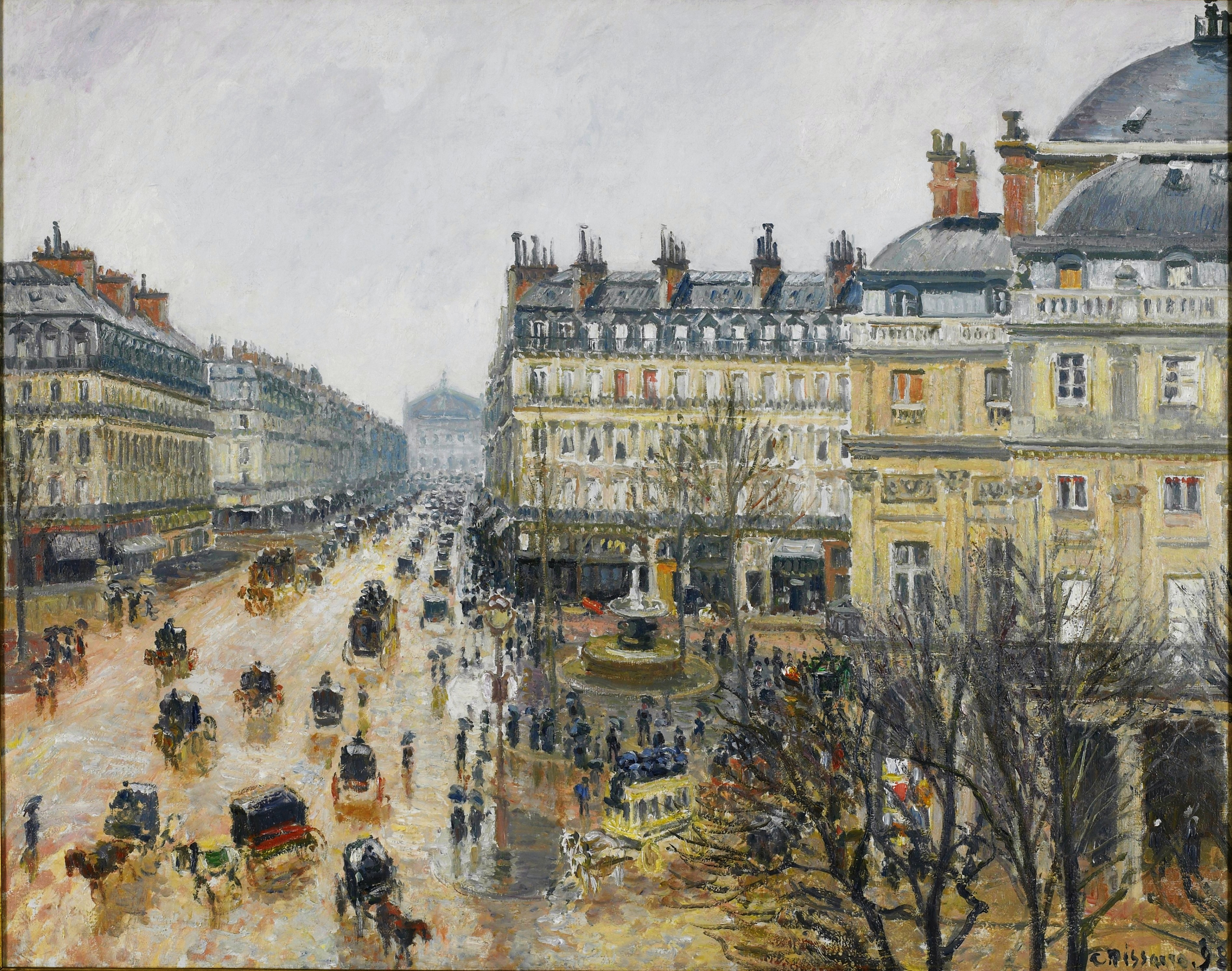
Camille Pissarro, Place du Théâtre Français, Paris, Rain, 1898
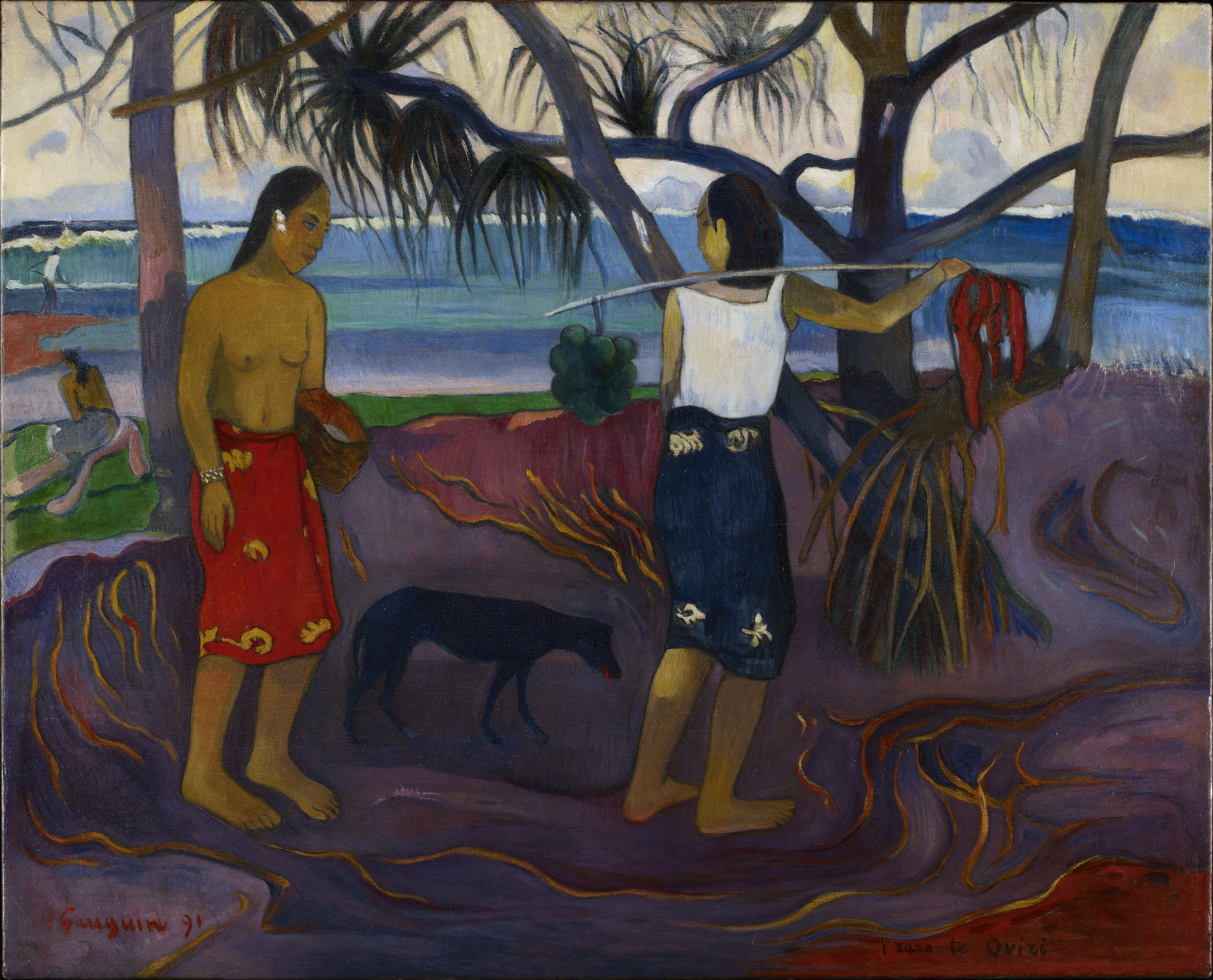
Paul Gauguin, Under the Pandanus II, 1891